# Conspiració Judeo-Maçònica-Comunista-Internacional

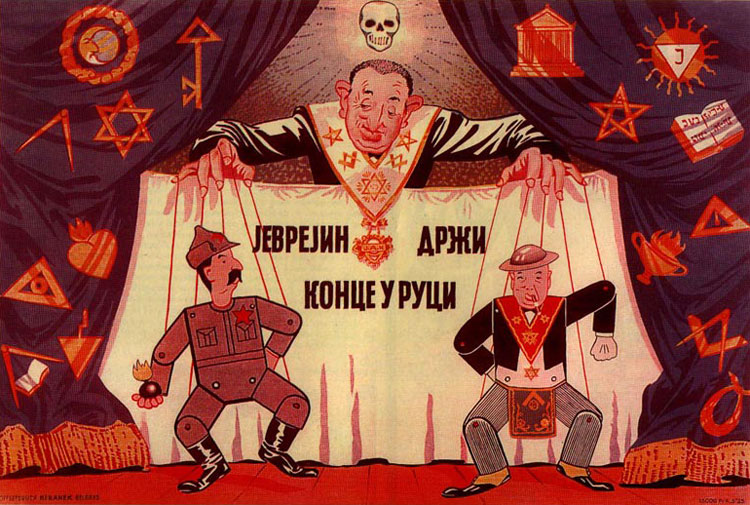
Cartell de l'Exposició antimaçònica de 1941: el judaisme controlant el comunisme (Ióssif Stalin) i la maçoneria (Winston Churchill).

La Conspiració Judeo-Maçònica-Comunista-Internacional, de vegades denominada conspiració (o complot o contuberni) judeo-maçònic-marxista-internacional o simplificada com conspiració judeomaçònica és el nom que se li dona a una suposada coalició secreta de la qual formarien part tots aquests elements: els jueus, la maçoneria, i el comunisme; que pretendrien assolir un obscur objectiu, d'una o altra forma, el domini del món.
L'absència de demostració de teories semblants (la demostració de la seva inexistència és un absurd lògic, veure teoria de la conspiració) no impedeix, sinó que reforça, la creença de qui està disposat a buscar en ella la veritat.
Si bé arreu del món hi trobem exemples i antecedents, la Conspiració Judeo-Maçònica-Comunista-Internacional, àmpliament utilitzada com a instrument polític per grups conservadors, monàrquics, ultracatòlics, reaccionaris i feixistes, serveix per a desprestigiar, difamar i estigmatitzar l'esquerra política i també justificar actuacions antisemites o persecucions polítiques. A l'Estat espanyol, es faria famosa en els primers anys del franquisme arran de la publicitat que se li donà des de mitjans de comunicació afins al règim dictatorial.

## Precedents

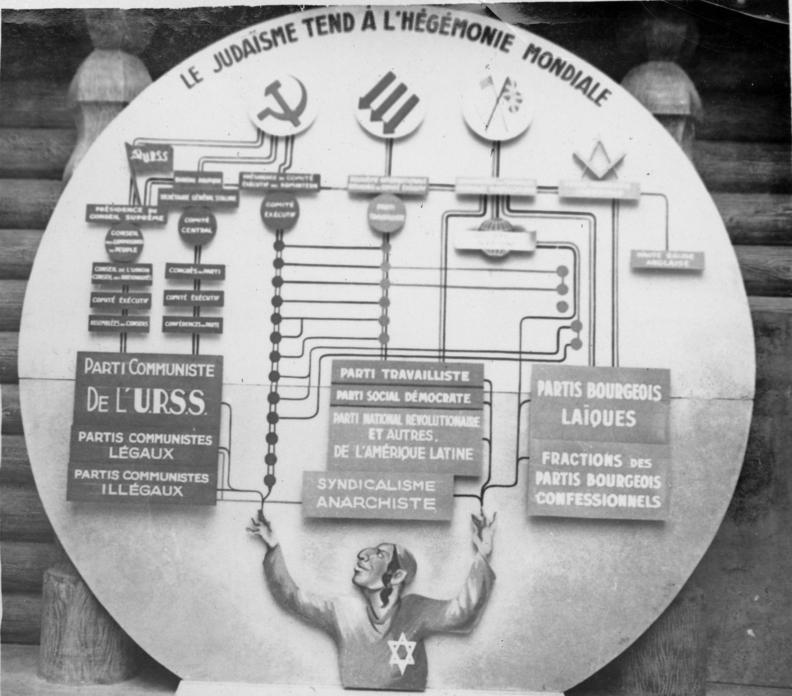
L'exposició antibolxevic de 1942 denunciava una conspiració Judeo-Maçònica-Comunista-Internacional en la França ocupada pel Tercer Reich.

Des de l'edat mitjana es pot rastrejar l'existència d'antisemitisme, vinculat en societats sense sistema capitalista desenvolupat a un ampli conjunt de prejudicis ideològics, principalment al menyspreu per les activitats que, independentment de la seva funció econòmica, l'Església definia com a usura (préstec amb interès, però també el comerç si s'obté lucre). L'única manera socialment acceptable de ser ric sense sospita era la renda feudal, accessible solament als privilegiats, que certament ho eren molt més que els jueus. En canvi, aquests destacaven en aquelles, atès que la seva condició els impedia generalment l'accés a un altre tipus d'ocupacions (encara que alguns dels jueus europeus eren camperols i realitzaven diferents oficis manuals i intel·lectuals). La manipulació d'aquest prejudici va ser una útil forma de desviar conflictes socials (el descontentament dels no privilegiats en conjuntures crítiques) utilitzant als jueus com a boc expiatori. A ells s'atribuïen tota mena de males intencions (originar la pesta, segrestar i matar ritualment infants i profanar els sagraments, com en el cas del Sant Nen de La Guardia).

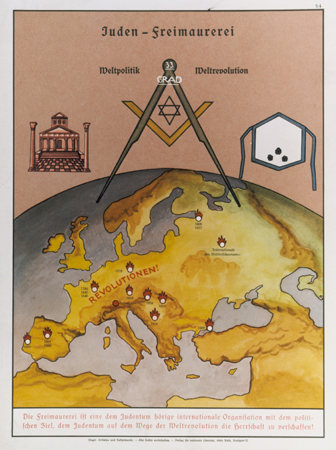
Propaganda alemanya de 1935 denunciant l'acció de la judeo-maçoneria en diverses revolucions europees: Revolució francesa, Revolució russa de 1905, els Joves Turcs, Revolució del 5 d'octubre de 1910, Atemptat de Sarajevo, Revolució russa de 1917, Revolució de Novembre, República Soviètica de Baviera, República Soviètica Hongaresa i Proclamació de la Segona República Espanyola.

Però des de la divulgació dels Protocols dels Savis de Sió (de les quals el conegut filofeixista, Henry Ford, en va editar 500.000 còpies que es va distribuir per tots els Estats Units durant la dècada de 1920), aquestes teories conspiranoiques es van fer cada vegada més complexes. El fet que Karl Marx nasqués en una família d'origen jueu, juntament amb la procedència jueva de destacats líders comunistes, va permetre afegir a la conspiració els moviments obrers, participants de la ideologia marxista.
La maçoneria havia estat objecte de condemnes papals des del segle xviii, i el seu paper en la gestació de les denominades revolucions liberals, sobretot les dels primers cicles (Independència dels Estats Units, Revolució francesa, Cicle Revolucionari de 1820), era objecte de controvèrsia. La seva condició de societat secreta excitava la imaginació, propicia a tota mena de fantasies en l'època romàntica.

## L'Afer Dreyfus i l'Action Française
A la fi del segle xix, el Cas Dreyfus va suscitar en la Tercera República Francesa la divisió aferrissada de l'opinió pública i els grups polítics i intel·lectuals. Particularment, grups reaccionaris monàrquics i ultracatòlics com l'Action Française de Charles Maurras i altres van començar a estigmatitzar com a elements antifrancesos a jueus, esquerrans i maçons, presentant-los de connivència amb potències estrangeres (en aquest cas Alemanya). Va quedar demostrada la capacitat mobilitzadora d'aquestes idees en una societat industrial, gràcies en bona part a la seva amplificació i difusió pels mitjans de comunicació (en aquest moment la premsa, a la qual s'afegirà el cinema i la ràdio en el primer terç del segle XX). Va ser immediata l'extensió a altres països europeus d'arguments i tècniques polítiques i socials similars, adaptant l'enemic exterior i els trets de la personalitat nacional a defensar a les circumstàncies locals de cada cas.

## L'obsessió de Franco

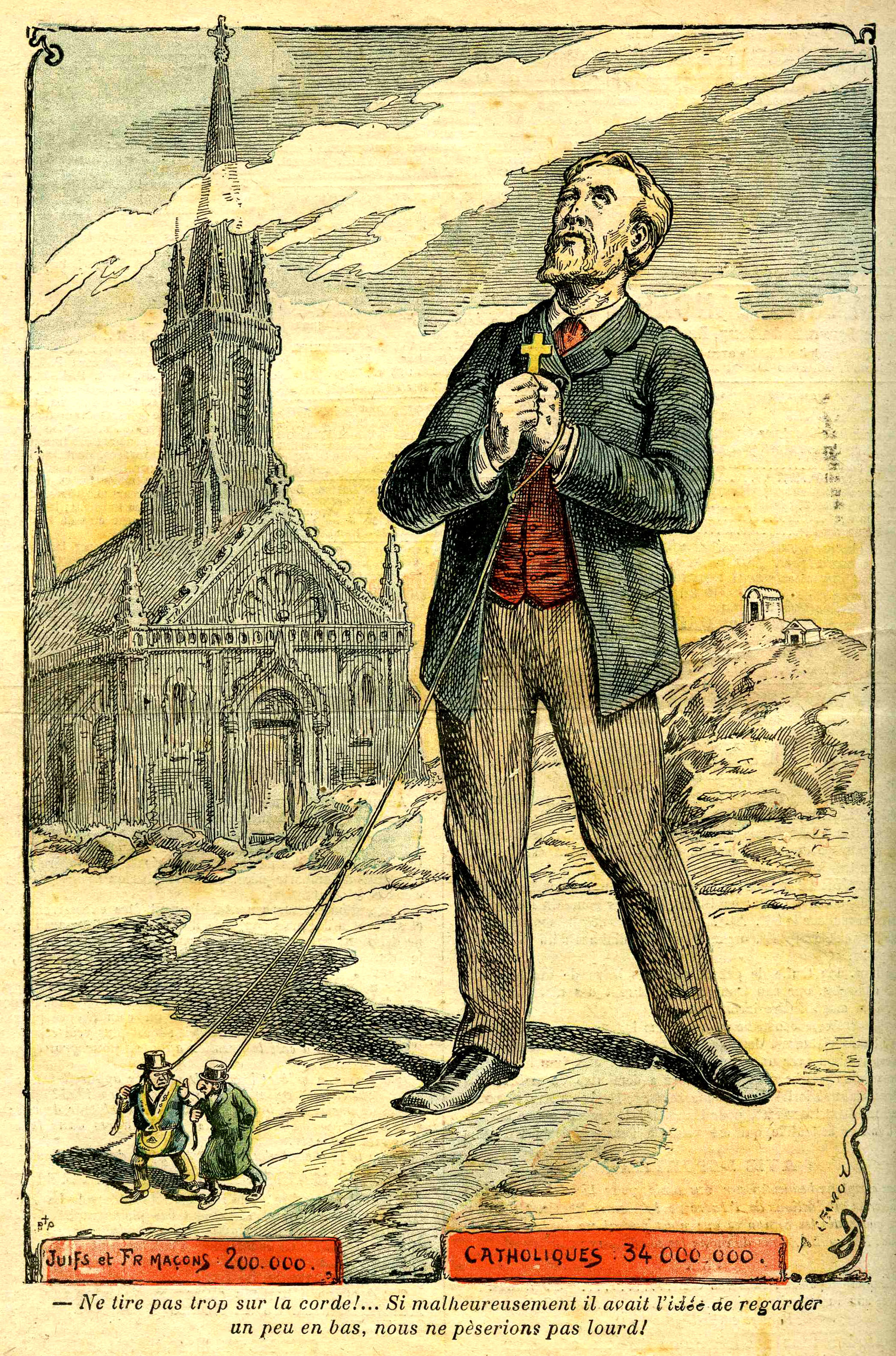
França catòlica conduïda per jueus i maçons, dibuix d'Achille Lemot per al periòdic Le Pèlerin, 31 d'agost de 1902.

En particular, a l'Espanya de la primera meitat del segle xx era un clixé comú del pensament reaccionari referir-se a aquesta conspiració com la responsable de la decadència espanyola des d'almenys els temps de Felip II de Castella. Així, doncs, la monarquia catòlica dels Habsburg seria l'enemic a batre per part d'elements de molt diversa procedència, alguns d'ells els jueus sefardites expulsats d'Espanya pels Reis Catòlics i els seus descendents, enriquits per la usura, que haurien connectat amb els rebels holandesos (Guillem d'Orange) i altres enemics del catolicisme i de l'Imperi Espanyol, que seria el seu més ferm defensor (Luz de Trento, martillo de herejes). Aquesta gent hauria estat la responsable de l'aparell de propaganda antiespanyola que es va denominar Llegenda negra espanyola. El fet que entre els protestants (Luter en particular) l'antisemitisme sigui fins i tot més fort que entre els catòlics no sembla suficient contradicció per a la teoria.

D'aquest ambient intel·lectual va participar el general Francisco Franco, a qui algunes fonts atribuïxen un odi especial a la maçoneria, on hauria intentat ingressar sense aconseguir-ho (no obstant això, no sembla haver-hi documentació definitiva com per afirmar-ho rotundament). Aquestes i altres fonts també destaquen la situació familiar de Franco, fill d'un militar de la Marina Espanyola que no pot continuar aquesta tradició per culpa de la reducció d'efectius deguda a la desaparició dels darrers territoris ultramarins espanyols de Cuba i les Filipines el 1898. Els vencedors, Estats Units (que més tard serien paradoxalment la principal sustentació de Franco), són vists com una potència infernal, protectora de tota classe de sectes herètiques, dominada per l'avarícia del capitalisme d'origen jueu (sense estranyar-se de la contradicció capitalisme-comunisme), i pels periòdics manipulats pels jueus. L'èxit del seu germà Ramón Franco, l'aviador que va aconseguir creuar l'Atlàntic, conegut per la seva ideologia progressista i pertinença a la maçoneria, hauria accentuat en Francisco Franco, segons aquestes fonts, la sensació d'inferioritat. Obligat a conformar-se a ingressar en l'Exèrcit de Terra, va assolir una brillant carrera a l'exèrcit colonial d'Àfrica, on va ser ferit. En l'ambient militar s'acosta a les publicacions anticomunistes que s'editaven a França (per grups influïts per l'antisemitisme dels exiliats russos) i s'adhereix al maig de 1934 a l'Entesa Internacional contra la Tercera Internacional, amb una carta en la qual expressa el seu desig de «cooperar, en el nostre país, al vostre gran esforç».

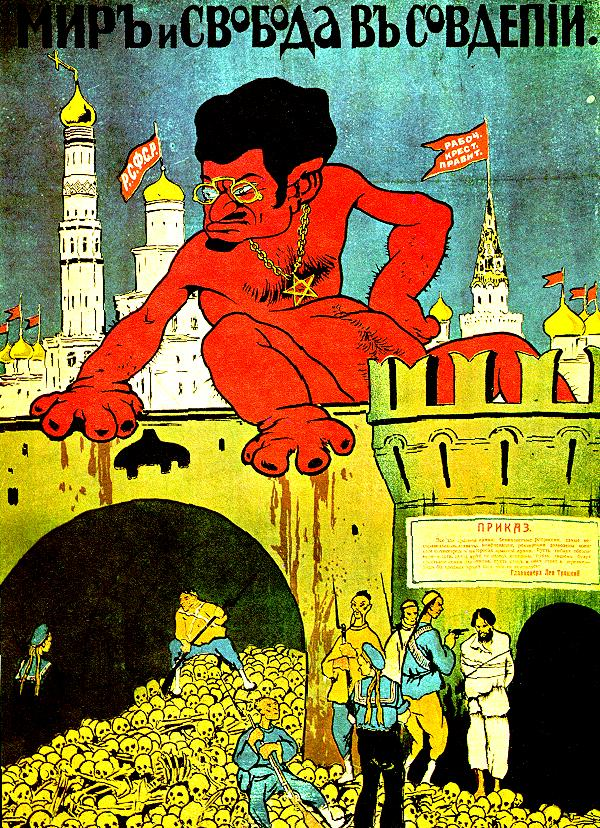
Propaganda anticomunista del Moviment Blanc rus, amb una caricatura de Lev Trotski com un dimoni portant una estrella roja i la menció «Pau i llibertat en la Rússia soviètica».

El seu ascens fins a la prefectura del bàndol revoltat en la Guerra Civil espanyola li va permetre concentrar la repressió en els elements que percebia com antiespanyols: maçons i esquerrans, trets que veia en la totalitat dels defensors de la Segona República. La reconstrucció que va ordenar fer el mateix Franco en l'Arxiu General de la Guerra Civil de Salamanca, al costat dels papers confiscats, d'una sala on es reproduís tota la faramalla decorativa d'una lògia maçònica, acumulant tota classe d'elements truculents, dona una bona mostra de la seva obsessió.
Els difícils anys 1940, primer amb la Segona Guerra Mundial (en la que van quedar clares tant les simpaties del règim franquista pel Tercer Reich com l'habilitat de mantenir l'equilibri necessari davant dels aliats, que des de 1942 es veien com a vencedors), i després amb l'aïllament internacional de la postguerra; van produir uns memorables discursos públics de Franco, en els quals, a més de referir-se a la «pertinaz sequía», es prodigava en referències a la conspiració judeomaçònica com a culpable de tots els mals d'Espanya. No obstant això, algunes actuacions en favor de jueus d'origen sefardita durant la guerra (diplomàtic Ángel Sanz Briz) permetia a l'estat no presentar-se com a racista. De fet, aquest fet va ser important perquè el nacionalcatolicisme dominant integrés el discurs de la conspiració sense més problemes. La «raça espanyola» no passarà de ser un concepte retòric, que es definia precisament per l'extensió de la fe catòlica que va afavorir el mestissatge al continent americà.
El posterior acostament als Estats Units va posar en sordina tota aquesta retòrica juntament amb la resta de referències feixistes massa explícites que, malgrat tot, no van desaparèixer completament fins al final del franquisme.

## Teoria de la conspiració renovada

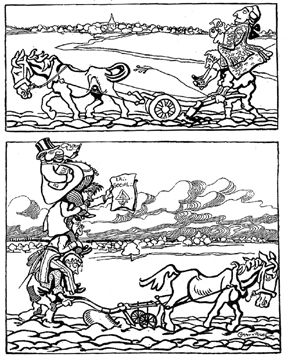
La Revolució francesa: abans i després", sàtira del dibuixant francès Caran d'Ache, 1898, en ple afer Dreyfus i al mateix temps que es funda Action Française. Encara que l'Antic Règim tampoc apareix com a idíl·lic, es mostra la situació contemporània com un augment de l'opressió, que les millores tècniques (observi's la vertedera de l'arada) no alleuja, i a la qual contribueixen el capitalisme financer (el banquer amb el seu barret de copa i la seva cartera), el maçó, amb la seva esquadra i plomada i el jueu, amb el seu nas corb (referència a la judeo-maçoneria). Per a l'addició del comunisme internacional caldrà esperar a la Revolució Soviètica i als russos blancs exiliats.

En dates recents, segueixen buscant-se les relacions ocultes que poden considerar-se renovacions de l'antiga teoria de la conspiració, encara que no solen ser amb un reguitzell de membres tan completa com la característica del primer franquisme. L'antisemitisme ha adquirit un impuls en alguns llocs, com a la Rússia post-soviètica, on pot retrobar la seva tradicional funció de boc expiatori (el partit de Vladimir Zhirinovsky és anticomunista i antijueu). La generalització de la por al terrorisme (és la por l'emoció que manipulada pot conduir al feixisme) té en el començament del segle XXI un rostre islàmic, però potser no és suficient per alguns. Pel que fa a la maçoneria, no ha deixat de proporcionar tema per a la literatura històrica més o menys propensa a cercar interpretacions ocultes.

### Marxisme cultural
En ple segle xxi, l'obsessió pel complot pren sovint la denominació de «marxisme cultural» per a donar explicacions úniques i senzilles a problemes que són sovint complexos i multifactorials i, sobretot, connecten amb un cert sentit comú que afirma que no es sabrà mai tota la veritat sobre res i que els acords secrets i les conspiracions han existit, existeixen i existiran sempre tant en política com en tants altres aspectes de la vida.
Així, doncs, l'extrema dreta d'arrel ultraconservadora assenyala la societat multicultural que se'n deriva com la responsable de la descomposició, la fragilitat i la destrucció de l'estructura social (família, treball, pàtria), com la condició necessària perquè sigui dominada per forces i interessos d'abast global i cosmopolita.

## En la cultura popular
- La novel·la històrica d'Umberto Eco El cementiri de Praga (2010, d'aparició simultània a la de l'escàndol Wikileaks i que ha estat objecte d'alguna polèmica), té com a tema central la gestació de documents falsificats que van gradualment afegint els diferents elements de la conspiració com a resposta a diferents interessos i en diferents països al llarg del segle xix, i inspirant-se en diferents anècdotes biogràfiques o obres literàries de personatges imaginaris o reals (Augustin Barruel, Maurice Joly, Eugéne Sue, Alexandre Dumas, Sigmund Freud, etc.)[13]
- El llibre Simfonia en roig major presenta una teoria de la conspiració sobre la interrogació de Christian Rakovski en 1938 durant la Gran Purga per Josef Landowski, qui va assistir, de manera presumida, en qualitat de metge. Rakovski fa referència a una conspiració judeo-maçònica-comunista-internacional.[14]
- La lletra de la cançó «Konspiración» de Seguridad Social fa una sàtira d'aquesta expressió («Conspiración-judeo-amazónica-integrista en contubernio con el terrorismo rojo»).